# Костуринци
За другото село Костуринци вижте Слатино.
Костуринци е село в Западна България. То се намира в община Трън, област Перник.

## География
Село Костуринци се намира в планински район. Малко село близо до западната граница. Намира се на около 80 км от София и 11 км от гр. Трън. Основният поминък на местното население е животновъдство и земеделие, но местните жители не са много. Напоследък около селото и върху селската паша са разположени временни поселения на дървосекачи-катунари. Същите са и компактна група гласоподаватели.

## История
В османски данъчни регистри на немюсюлманското население от 1623 – 1624 година селото е записано под името Костуринче с 11 джизие ханета (домакинства). В други стари записи е отбелязвано като: Kостуриндже в 1453 г., Kостравджа, Kостравча в 1576 г.; Kостурица в 1451 г.; Kостуравче в 1576 г.; Костuрица в ХVIII век в Поп Стефанов поменик (л. 62а, Опис III 179); Kостуринци в 1878 г.

## Културни и природни забележителности
Околните планини са подходящи за разходки.

## Редовни събития
Ежегоден събор по Малка Богородица по стар стил (най-близката събота около 21 септември). Свързан е с храмовия празник на селската църква Св. Богородица, макар в днешно време да е загубил религиозния си смисъл.

## Известни личности
- Дойчин Боянов, първият българин, изкачил Еверест без кислород на 20 май 2004 г.[8]
- Боряна Тончева [9], спортна журналистка в БНТ.
- Богдан Петров – писател [10], има издадени 9 книги, съдържащи местни мотиви.

## Други
През 1980 г. е пуснат в киноразпространението филмът Нощните бдения на поп Вечерко, една идеологизирана комедия по сценарий на най-известния партизанин от Трънски край Славчо Трънски, генерал от Строителните войски на режима. Действието се развива в околните села и планини, а това, което свързва историческата личност на поп Вечерко със село Костуринци е мълвата, че именно тук е получил прякора си от някоя баба от най-популярната фамилия на селото – Джорджини.
През 1947 г. в селото светва и първата електрическа крушка (в кръчмата на Рангел Китанов), а друг член на фамилията Джорджини, Йосиф Михов, ентусиазирано се провиква: „Смърт на дървениците!“.